# Tecos Fútbol Club
Maillots
Le Tecos Fútbol Club, plus connu sous le nom de Tecos, est un club de football de Zapopan dans la région de Jalisco fondé en 1971.

## Histoire

### Repères historiques
- 1971 : fondation du club sous le nom de UAG Tecos
- 2009 : le club est renommé Estudiantes Tecos
- 2015 : le club est renommé Tecos FC

## Palmarès
- Coupe des vainqueurs de coupe de la CONCACAF (1) :
  - Vainqueur : 1995.

- Championnat du Mexique (1) :
  - Champion : 1994.
  - Vice-champion : 2005 (Clausura).

## Logos

Ancien logo (1980-2008).
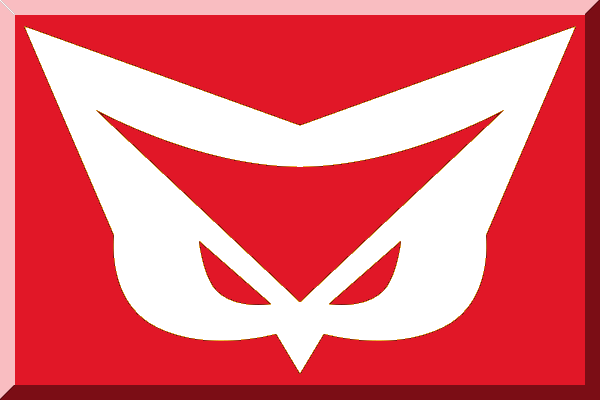
Ancien logo (2009-?).
Ancien logo.

## Personnalités

### Anciens joueurs
- Diego Colotto
- Daniel Ludueña
- Emanuel Villa
- Gonçalves
- Donizete
- Eliomar Marcón
- David Embé
- Hugo Droguett
- Reinaldo Navia
- Rodrigo Ruiz
- Reynaldo Parks
- Nicolás Asencio
- Danilo Turcios
- Adolfo Bautista
- José de Jesús Corona
- Duilio Davino
- Javier Hernández
- Rafael Medina
- Pável Pardo
- José Luis Salgado
- Joel Sánchez
- Juan Carlos Valenzuela
- Fredy Bareiro
- Diego Gavilán
- Roberto Palacios
- Julio César Uribe
- Sebastián Abreu
- Rubén Da Silva